# Inkrementalny współczynnik efektywności kosztów
Inkrementalny współczynnik efektywności kosztów lub inkrementalny współczynnik kosztów-efektywności (ang. incremental cost-effectiveness ratio, ICER) – oznacza dodatkowy koszt interwencji medycznej (zabiegu operacyjnego, badania laboratoryjnego, porady specjalistycznej itp.) w przeliczeniu na jednostkę zyskanego efektu zdrowotnego w porównaniu z interwencją alternatywną (lub brakiem interwencji). Ze względu na ograniczone fundusze w systemie ochrony zdrowia, współczynnik ten jest pomocny w podejmowaniu decyzji o finansowaniu danej technologii medycznej, na przykład badań przesiewowych lub leku.

## Wyliczanie kosztów i zysków
Miarą kosztu jest zazwyczaj całkowity monetarny koszt danej procedury medycznej, zazwyczaj ze strony ubezpieczyciela. Uwzględnianie szerszego, społecznego kontekstu kosztów jest dyskusyjne. Ze względu na różnice kosztów medycznych w różnych krajach należy odnosić się z rezerwą do współczynników ICER powstałych w badaniach w innych państwach.
Analiza zysków odbywa się najczęściej metodą zyskanych lat życia lub lat życia skorygowana jego jakością QALY. W niektórych obszarach medycyny spotyka się też inne miary efektu zdrowotnego, np. liczbę lat życia bez progresji w onkologii.
ICER oznacza całkowity koszt zyskania jednej jednostki efektu zdrowotnego. Przykładowo, analizowane badanie przesiewowe o czułości 50% i swoistości 100% kosztuje 20 USD. Częstość występowania poszukiwanej choroby w populacji wynosi 1 na 5000, a osoby chore żyją o 25 lat krócej. Wyliczenie: 5 000 (konieczna populacja dla znalezienia jednej osoby chorej) * 2 (poprawka na czułość badania) * 20 (koszt badania jednej osoby) / 25 (zyskane lata życia); tak więc w tym wypadku koszt zyskanego jednego roku życia wynosi 8000 USD. Dla ułatwienia obliczeń założono, że wykrycie choroby jest równoznaczne z jej całkowitym wyleczeniem bez żadnych dodatkowych kosztów.

## Przykłady wartości ICER
Przedstawiono tutaj bezpośrednie koszty przedłużenia życia o jeden rok ze strony społeczeństwa. Badanie dotyczy USA.
- porada nikotynowa u kobiet w ciąży – 0 USD
- stosowanie beta blokera u chorych po zawale serca – 850 USD
- dializa – 51 000 USD

Mediana pojedynczej interwencji medycznej wydłużającej życie o rok wynosiła w Stanach Zjednoczonych 19 000 dolarów.

## ICER a finansowanie procedur medycznych
Współczynnik ICER pomaga podejmować decyzje dotyczące refundacji jakiejś procedury medycznej, a więc dotyczące jej opłacalności. W wielu publikacjach zwyczajowo za próg opłacalności zyskania 1 QALY przyjmuje się 50 000 dolarów lub koszt jednego roku dializ chorego na schyłkową niewydolność nerek.